# Campo estivo
(Robert Baden-Powell, Seconda chiacchierata di Scautismo per ragazzi)

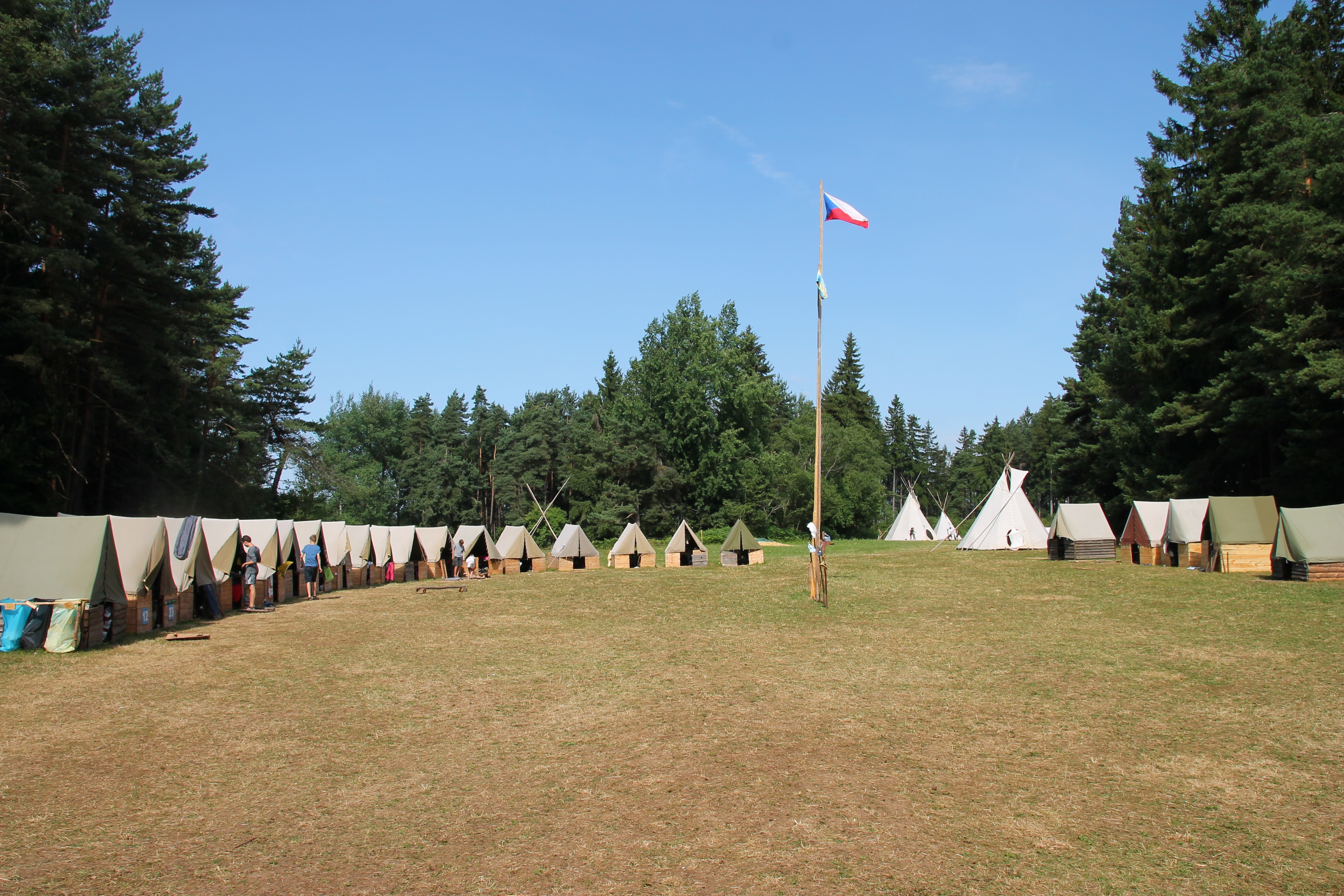
Campo estivo in Repubblica Ceca

Il campo estivo o campo, come viene chiamato più semplicemente da scout e guide, è un'uscita di più giorni (generalmente una o due settimane), organizzata da un reparto scout.
Il Campo è la verifica finale delle attività scout, una competizione tra pattuglie (o squadriglie) ma anche un'occasione per premiare gli esploratori e le guide.
Il luogo del campo estivo è normalmente una località montana o comunque prevalentemente boschiva, lontano da città e da centri abitati (possono comunque essere organizzati anche in località marittime, fluviali o lacustri).
Generalmente il campo viene organizzato in maniera tale che il reparto sia il più possibile "indipendente" ed "autonomo", ossia:
- si utilizza l'acqua di sorgenti naturali o artificiali;
- si pernotta in tende o più raramente in edifici (spesso scuole, chiese o oratori);
- si costruiscono, mediante materiali quali: legno, corda e pietre, le strutture necessarie allo svolgimento delle attività giornaliere come: la cucina, i servizi igienici, dei lavatoi per stoviglie e indumenti, tavoli e panche, l'altare per la celebrazione delle funzioni religiose (nelle associazioni scout confessionali) e i supporti per le bandiere e i guidoni.